# ISO 3166-2:CC
ISO 3166-2:CC – kody ISO 3166-2 dla Wysp Kokosowych.
Kody ISO 3166-2 to część standardu ISO 3166 publikowanego przez Międzynarodową Organizację Normalizacyjną. Kody te są przypisywane głównym jednostkom podziału administracyjnego, takim jak np. województwa czy stany, każdego kraju posiadającego kod w standardzie ISO 3166-1. 
Aktualnie (2017) dla Wysp Kokosowych nie zdefiniowano kodów dla podjednostek administracyjnych, a Wyspy Kokosowe, pomimo że są terytorium zależnym, nie posiadają kodu ISO 3166-2:AU, wynikającego z podziału terytorialnego Australii. 